# Flying Scotsman

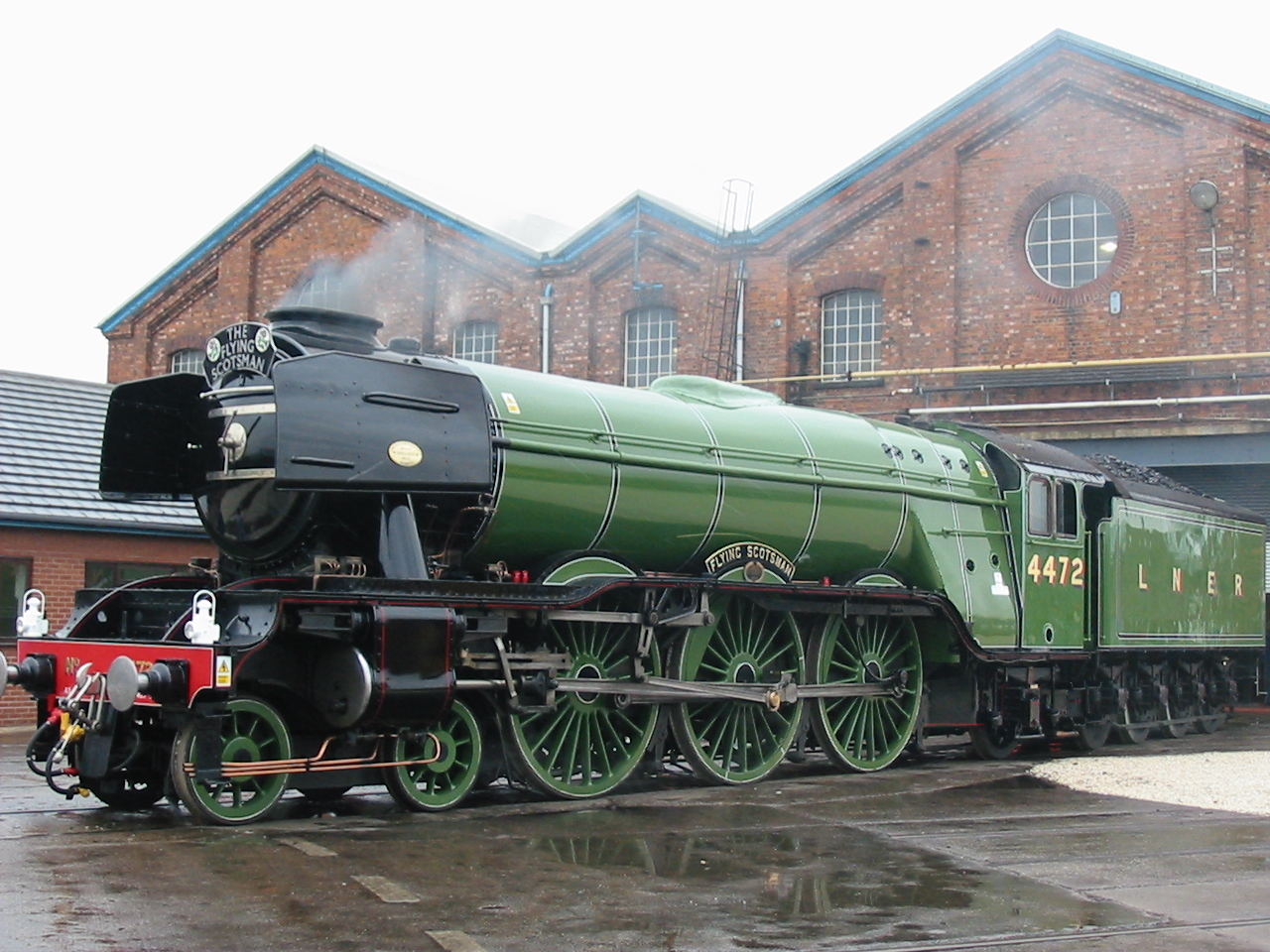
Flying Scotsman 2003

Flying Scotsman är ett ånglok byggt 1923 i Doncaster, England för London and North Eastern Railway

## Historik
Loket färdigställdes 1923 och var av typ Class A1 Pacific konstruerat av Nigel Gresley. Det tredje loket av denna typ sattes i trafik på linjen London-Edinburgh, en tåglinje med namnet Flying Scotsman, och 1924 fick loket namnet Flying Scotsman med numret 4472. Detta lok kom att skrivas in i järnvägshistorien, då loket 1934 blev det första någonsin att köra snabbare än 100 mph (160,9 km/h) och var det första som gjorde sträckan London-Edinburgh utan uppehåll.
1963 beslöt British Railways att Flying Scotsman skulle ställas av för gott. Efter kraftiga protester räddades loket av Allen Pegler, som lät det återfå den ursprungliga äppelgröna färgen. Efter gästspel i USA (1969–1973) och Australien (1988–1989) kom loket tillbaka i Storbritannien och körde återigen turer för British Railways. Brittiska National Railway Museum i York köpte ångloket i april 2004 delvis tack vare donationer från allmänheten och ett restaureringsprojekt påbörjades som avslutades i början av 2016.